# Cultura dominante
Uma cultura dominante é uma prática cultural que é dominante dentro de uma determinada entidade política, social ou econômica, na qual coexistem múltiplas culturas. Pode referir-se a uma língua, religião / ritual, valor social e/ou costume social . Esses recursos costumam ser uma norma para toda uma sociedade . Um indivíduo alcança o domínio por ser percebido como pertencente à maioria da população e por ter uma presença significativa em instituições relacionadas à comunicação, educação, expressão artística, direito, governo e negócios. O conceito de "cultura dominante" é geralmente usado no discurso acadêmico em áreas como comunicação, sociologia, antropologia e estudos culturais.
Em uma sociedade, a cultura é estabelecida e dirigida pelos indivíduos com maior poder (hegemonia). Em uma cultura, um grupo de pessoas que tem a capacidade de manter o poder sobre as instituições sociais e influenciar o restante das crenças e ações da sociedade é considerado dominante. Uma cultura dominante, ou hegemonia cultural, é estabelecida em uma sociedade por um grupo de indivíduos que dirigem as ideias, valores e crenças dominantes que se tornam a visão de mundo dominante de uma sociedade. Indivíduos da cultura dominante espalham suas ideologias dominantes por meio de instituições como educação, religião e política. A cultura dominante também faz uso da mídia e das leis para divulgar suas ideologias. Além disso, uma cultura dominante pode ser promovida deliberadamente e pela supressão de culturas ou subculturas minoritárias.
A cultura dominante dentro de uma determinada entidade geopolítica pode mudar ao longo do tempo em resposta a fatores internos ou externos, mas geralmente é muito resiliente. Antonio Gramsci sugere que as massas estão nas garras de uma classe dominante monolítica . No entanto, o quadro geral que Gramsci fornece não é um sistema estático e fechado de dominação da classe dominante. Pelo contrário, é uma sociedade em constante processo, onde a criação de contra-hegemonias continua a ser uma opção viva.
O conceito de cultura dominante, ou o conceito de hegemonia, teve origem na Grécia Antiga . Embora Vladimir Lenin, político e teórico político, tenha definido o conceito como “Dominação”, Gramsci o redefiniu como “Uma liderança intelectual e moral dirigida por agentes e organizações políticas e culturais contraditórias”. Ele chamou essas organizações de “intelectuais orgânicos e tradicionais” que representavam o interesse da classe trabalhadora.